# Schlacht bei Fitjar
Die Schlacht bei Fitjar im Jahre 961 war die letzte Schlacht Håkons des Guten, in der er die dänische Invasion abwehrte, aber selbst tödlich verwundet wurde.
Über die Vorgeschichte siehe den Artikel über Håkon I. Es handelte sich um die Schlussphase eines Machtkampfes zwischen dem dänischen König Harald Blauzahn, der den Erikssohn Harald Graufell unterstützte, einerseits und Håkon andererseits.

## Der erste dänische Angriff bei Rastarkalv
Håkon hatte die Verteidigung Norwegens zur See hin reformiert. Er ließ an der Küste Befestigungen bauen und richtete eine Feuerzeichen-Kette ein, die bei Ankunft einer großen Flotte den König und die Verteidigung durch weitergegebene Fackelzeichen alarmieren sollte. Kleinere Plünderungszüge sollten nicht weitergemeldet, sondern lokal bekämpft werden. Die Erikssöhne beabsichtigten, die Herrschaft über Norwegen zu gewinnen. Im ersten Anlauf 955 oder 957 täuschten die Dänen erfolgreich einen kleinen Plünderungszug vor, während sie in Wahrheit mit ihrer ganzen Flottenmacht Norwegen erreichten. Sie wurde von Gamle Eriksson, dem Sohn von Erik Blutaxt, geführt. Es handelte sich um 20 Schiffe mit 800 Mann. Sie wurden erst bemerkt, als sie Stadlandet erreichten. Håkon und Sigurd Ladejarl waren mit wenigen Schiffen in Bud. Hastig sammelten sie die örtlichen Häuptlinge mit deren Mannschaften. Er musterte das Heer in Rastarkalv bei Frei. Sie brachten nur 400 Mann zusammen. Gamle Eriksson brachte seine Mannen südlich von Frei auf einer flachen Wiese an Land, die sich bis an den Abhang eines Hügels erstreckte. Håkon ließ eine lange Reihe bilden, damit er vom Gegner nicht umfasst werden konnte. Sein Fahnenträger Egil Ullserk ging unterdessen mit zehn Mann und zehn Truppenfahnen hinter den Hügelkamm. Die List gelang, die Kämpfer von Gamle Eriksson glaubten, dass dort frische Truppen in ihrem Rücken auftauchten und sie von ihren Schiffen abzuschneiden drohten, und flohen. Doch die Täuschung währte nur kurz und Gamle Eriksson formierte den Angriff neu. Da stürmte Egil Ullserk mit seinen wenigen Mannen vor und konzentrierte seinen Angriff auf die feindliche Kriegsfahne. Es kam zum Zweikampf mit Gamle Eriksson, in dem beide fielen. Ohne Heerführer begannen die feindlichen Kämpfer zu den Schiffen zu fliehen. Doch diese waren von Håkons Mannen ins Meer geschoben worden. Die, die es konnten, wateten zu den Schiffen. Die Flotte zog sich nach Dänemark zurück.

## Der zweite dänische Angriff bei Fitjar
Der zweite Anlauf wurde 960/961 gestartet. Håkon hatte so gut wie keine Verbindungen nach Dänemark, und so erfuhr er von der neuen Aufrüstung nichts. Er war in Fitjar zu Besuch, als die dänische Flotte für ihn überraschend die Gegend erreichte. Er konnte nur eine kleine Schaar von Kämpfern aufbieten. Die Dänen hatten eine sechsfache Übermacht. Die Überlieferung berichtet, dass Håkon angesichts der Übermacht seine Brünne abgeworfen habe und mit bloßem Oberkörper vorgestürmt sei, um seinen Leuten durch das Vorbild Mut einzuflößen. Er hoffte, die Taktik von Rastakalv wiederholen zu können und konzentrierte die Angriffe seiner Kämpfer auf die gegnerischen Truppenführer, um das Feindliche Heer führerlos zu machen. Dies gelang ihm auch. Viele Truppenführer fielen, unter anderem auch zwei Brüder (oder Halbbrüder) von Harald Blauzahn. Die Heerführer gleich zu Anfang der Schlacht verloren zu haben führte zu Verwirrung und Chaos im feindlichen Heer, so dass sich die Dänen zurückzogen. Aber gerade, als die Schlacht gewonnen war, wurde Håkon von einem Pfeil schwer getroffen. Er starb an seinen Verletzungen.
Norwegen akzeptierte danach die Herrschaft der Erikssöhne, und Harald Graufell wurde König von Norwegen.